# Herbert Frederick Winnington-Ingram
Herbert Frederick Winnington-Ingram (* 12. Dezember 1820; † 13. September 1889 in West Norwood, Surrey) war ein britischer Marineoffizier.

## Leben
Herbert Frederick Winnington-Ingram war der fünfte und jüngste Sohn von Rev. Edward Winnington-Ingram (* 1785), anglikanischer Pfarrer von Ribbesford in Worcestershire, aus dessen Ehe mit Jane Onslow. Sein Vater war ein jüngerer Sohn des Politikers Sir Edward Winnington, 2. Baronet und hatte 1817 den Familiennamen um den seiner Großmutter väterlicherseits, Mary Ingram, zu „Winnington-Ingram“ erweitert.
Winnington-Ingram trat in die Royal Navy ein und wurde ab 1833 am Royal Naval College in Portsmouth ausgebildet. Ab Februar 1835 diente er auf der HMS Actaeon unter dem Kommando von Captain Edward Russell. Von 1838 bis 1840 war er Midshipman auf der HMS Talbot unter dem Kommando von Captain Henry Codrington. 1840 wurde Winnington-Ingram auf diesem Schiff zum Mate ernannt und kurze Zeit später zum Sub-Lieutenant befördert. Später diente er auf der HMS L’Aigle unter dem Kommando von Captain Clarence Paget. Am 30. Dezember 1845 wurde er zum Lieutenant befördert. Weitere Stationen seiner Karriere umfassten die HMS Raleigh, die HMS Inconstant und die HMS Boscawen, wobei er auf beiden letzteren als erster Offizier diente. 1858 erhielt er das Kommando über die HMS Argus. Am 9. Mai 1863 wurde er zum Captain befördert. Von 1866 bis 1869 kommandierte er das Versorgungsschiff HMS Egmont, das in dieser Zeit im Hafen von Rio de Janeiro vor Anker lag. Er lebte dort mit seiner Familie und kehrte 1869 nach England zurück. Am 30. März 1871 ging er in den Ruhestand. Nach seinem Ausscheiden aus dem Marinedienst wurde er ehrenhalber in den Rang eines Rear-Admiral erhoben. Ab 1885 veröffentlichte er gelegentlich Artikel im Illustrated Naval and Military Magazine. 1889 veröffentlichte er seine Autobiografie Hearts of Oak.
Winnington-Ingram heiratete 1856 Catherine Twining († 1910). Aus der Ehe gingen vier Töchter und ein Sohn hervor. Rear-Admiral Charles William Winnington-Ingram und der Bischof von London Arthur Winnington-Ingram waren seine Neffen.

## Werke
- Hearts of Oak. Autobiografie, H. W. Allen & Co., London 1889 (archive.org).